# ديفيد سميث (منافس ألعاب قوى أسترالي)
ديفيد سميث (بالإنجليزية: David Smith)‏ هو منافس ألعاب قوى أسترالي، ولد في 24 يوليو 1955.

## وصلات خارجية
- دايفيد سميث على موقع الاتحاد الدولي لألعاب القوى (الإنجليزية)
- دايفيد سميث على موقع أوليمبيديا (الإنجليزية)